# 15579 Richardbeattie
A 15579 Richardbeattie (ideiglenes jelöléssel (15579) 2000 GP70) a Naprendszer kisbolygóövében található aszteroida. A LINEAR projekt keretében fedezték fel 2000. április 5-én.